# Grupp 4 i kvalspelet till Europamästerskapet i fotboll 1992
Grupp 4 i kvalspelet till Europamästerskapet i fotboll 1992 spelades mellan den 12 september 1990 och 13 november 1991.

## Förlopp
- Färöarna spelade sina hemmamatcher på Landskrona IP i Landskrona, Sverige, och inledde med att oväntat besegra Österrike. Matchen var Färöarnas första kvalmatch någonsin.[1] Orsaken till att Färöarna spelade sina hemmamatcher i Sverige var att det saknades godkända gräsplaner på Färöarna.[2]
- Gruppen vanns av Jugoslavien, men den 30 maj ersattes deras plats av Danmark sedan inbördeskrig utbrutit i Jugoslavien.[3]

## Tabell
| Nr | Lag ( )     | S | V | O | F | GM | IM | MS  | P  |
| -- | ----------- | - | - | - | - | -- | -- | --- | -- |
| 1  | Jugoslavien | 8 | 7 | 0 | 1 | 24 | 4  | +20 | 14 |
| 2  | Danmark     | 8 | 6 | 1 | 1 | 18 | 7  | +11 | 13 |
| 3  | Nordirland  | 8 | 2 | 3 | 3 | 11 | 11 | 0   | 7  |
| 4  | Österrike   | 8 | 1 | 1 | 6 | 6  | 14 | −8  | 3  |
| 5  | Färöarna    | 8 | 1 | 1 | 6 | 3  | 26 | −23 | 3  |

## Matcher
|             | 12 september 1990 | Färöarna           | 1 – 0           | Österrike | Landskrona IP                                                  |                                                                |
| 19:00 UTC+2 | 19:00 UTC+2       | Torkil Nielsen 61′ | (0 – 0) Rapport |           | Landskrona (Sverige) Publik: 1 157 Domare: Egil Nervik (Norge) | Landskrona (Sverige) Publik: 1 157 Domare: Egil Nervik (Norge) |
| 19:00 UTC+2 | 19:00 UTC+2       |                    |                 |           | Landskrona (Sverige) Publik: 1 157 Domare: Egil Nervik (Norge) | Landskrona (Sverige) Publik: 1 157 Domare: Egil Nervik (Norge) |
| 19:00 UTC+2 | 19:00 UTC+2       |                    |                 |           | Landskrona (Sverige) Publik: 1 157 Domare: Egil Nervik (Norge) | Landskrona (Sverige) Publik: 1 157 Domare: Egil Nervik (Norge) |

|             | 12 september 1990 | Nordirland | 0 – 2           | Jugoslavien                            | Windsor Park                                                    |                                                                 |
| 20:00 UTC+1 | 20:00 UTC+1       |            | (0 – 1) Rapport | 36′ Darko Pančev 86′ Robert Prosinečki | Belfast Publik: 9 008 Domare: Jacobus Uilenberg (Nederländerna) | Belfast Publik: 9 008 Domare: Jacobus Uilenberg (Nederländerna) |
| 20:00 UTC+1 | 20:00 UTC+1       |            |                 |                                        | Belfast Publik: 9 008 Domare: Jacobus Uilenberg (Nederländerna) | Belfast Publik: 9 008 Domare: Jacobus Uilenberg (Nederländerna) |
| 20:00 UTC+1 | 20:00 UTC+1       |            |                 |                                        | Belfast Publik: 9 008 Domare: Jacobus Uilenberg (Nederländerna) | Belfast Publik: 9 008 Domare: Jacobus Uilenberg (Nederländerna) |

|             | 10 oktober 1990 | Danmark                                                       | 4 – 1           | Färöarna          | Idrætsparken                                                   |                                                                |
| 19:30 UTC+2 | 19:30 UTC+2     | Michael Laudrup 8′, 48′ Lars Elstrup 37′ Flemming Povlsen 89′ | (2 – 1) Rapport | 21′ Allan Mørkøre | Köpenhamn Publik: 38 563 Domare: Gudmundur Haraldsson (Island) | Köpenhamn Publik: 38 563 Domare: Gudmundur Haraldsson (Island) |
| 19:30 UTC+2 | 19:30 UTC+2     |                                                               |                 |                   | Köpenhamn Publik: 38 563 Domare: Gudmundur Haraldsson (Island) | Köpenhamn Publik: 38 563 Domare: Gudmundur Haraldsson (Island) |
| 19:30 UTC+2 | 19:30 UTC+2     |                                                               |                 |                   | Köpenhamn Publik: 38 563 Domare: Gudmundur Haraldsson (Island) | Köpenhamn Publik: 38 563 Domare: Gudmundur Haraldsson (Island) |

|             | 17 oktober 1990 | Nordirland       | 1 – 1           | Danmark                | Windsor Park                                             |                                                          |
| 20:00 UTC+1 | 20:00 UTC+1     | Colin Clarke 58′ | (0 – 1) Rapport | 11′ (str.) Jan Bartram | Belfast Publik: 9 079 Domare: Roger Philippi (Luxemburg) | Belfast Publik: 9 079 Domare: Roger Philippi (Luxemburg) |
| 20:00 UTC+1 | 20:00 UTC+1     |                  |                 |                        | Belfast Publik: 9 079 Domare: Roger Philippi (Luxemburg) | Belfast Publik: 9 079 Domare: Roger Philippi (Luxemburg) |
| 20:00 UTC+1 | 20:00 UTC+1     |                  |                 |                        | Belfast Publik: 9 079 Domare: Roger Philippi (Luxemburg) | Belfast Publik: 9 079 Domare: Roger Philippi (Luxemburg) |

|             | 31 oktober 1990 | Jugoslavien                                   | 4 – 1           | Österrike         | Stadion Crvena Zvezda                                     |                                                           |
| 19:00 UTC+1 | 19:00 UTC+1     | Darko Pančev 32′, 52′, 85′ Srečko Katanec 43′ | (2 – 1) Rapport | 15′ Andreas Ogris | Belgrad Publik: 1 437 Domare: Aron Schmidhuber (Tyskland) | Belgrad Publik: 1 437 Domare: Aron Schmidhuber (Tyskland) |
| 19:00 UTC+1 | 19:00 UTC+1     |                                               |                 |                   | Belgrad Publik: 1 437 Domare: Aron Schmidhuber (Tyskland) | Belgrad Publik: 1 437 Domare: Aron Schmidhuber (Tyskland) |
| 19:00 UTC+1 | 19:00 UTC+1     |                                               |                 |                   | Belgrad Publik: 1 437 Domare: Aron Schmidhuber (Tyskland) | Belgrad Publik: 1 437 Domare: Aron Schmidhuber (Tyskland) |

|             | 14 november 1990 | Danmark | 0 – 2           | Jugoslavien                            | Idrætsparken                                            |                                                         |
| 19:30 UTC+1 | 19:30 UTC+1      |         | (0 – 0) Rapport | 77′ Mehmed Baždarević 84′ Robert Jarni | Köpenhamn Publik: 39 700 Domare: Neil Midgley (England) | Köpenhamn Publik: 39 700 Domare: Neil Midgley (England) |
| 19:30 UTC+1 | 19:30 UTC+1      |         |                 |                                        | Köpenhamn Publik: 39 700 Domare: Neil Midgley (England) | Köpenhamn Publik: 39 700 Domare: Neil Midgley (England) |
| 19:30 UTC+1 | 19:30 UTC+1      |         |                 |                                        | Köpenhamn Publik: 39 700 Domare: Neil Midgley (England) | Köpenhamn Publik: 39 700 Domare: Neil Midgley (England) |

|             | 14 november 1990 | Österrike | 0 – 0           | Nordirland | Praterstadion                                        |                                                      |
| 19:30 UTC+1 | 19:30 UTC+1      |           | (0 – 0) Rapport |            | Wien Publik: 6 753 Domare: Gérard Biguet (Frankrike) | Wien Publik: 6 753 Domare: Gérard Biguet (Frankrike) |
| 19:30 UTC+1 | 19:30 UTC+1      |           |                 |            | Wien Publik: 6 753 Domare: Gérard Biguet (Frankrike) | Wien Publik: 6 753 Domare: Gérard Biguet (Frankrike) |
| 19:30 UTC+1 | 19:30 UTC+1      |           |                 |            | Wien Publik: 6 753 Domare: Gérard Biguet (Frankrike) | Wien Publik: 6 753 Domare: Gérard Biguet (Frankrike) |

|             | 27 mars 1991 | Jugoslavien                                  | 4 – 1           | Nordirland     | Stadion Crvena Zvezda                                 |                                                       |
| 17:15 UTC+1 | 17:15 UTC+1  | Dragiša Binić 35′ Darko Pančev 47′, 60′, 62′ | (1 – 1) Rapport | 44′ Colin Hill | Belgrad Publik: 5 086 Domare: Yusuf Namoğlu (Turkiet) | Belgrad Publik: 5 086 Domare: Yusuf Namoğlu (Turkiet) |
| 17:15 UTC+1 | 17:15 UTC+1  |                                              |                 |                | Belgrad Publik: 5 086 Domare: Yusuf Namoğlu (Turkiet) | Belgrad Publik: 5 086 Domare: Yusuf Namoğlu (Turkiet) |
| 17:15 UTC+1 | 17:15 UTC+1  |                                              |                 |                | Belgrad Publik: 5 086 Domare: Yusuf Namoğlu (Turkiet) | Belgrad Publik: 5 086 Domare: Yusuf Namoğlu (Turkiet) |

|             | 1 maj 1991  | Jugoslavien      | 1 – 2           | Danmark                           | Stadion Crvena Zvezda                                   |                                                         |
| 20:00 UTC+2 | 20:00 UTC+2 | Darko Pančev 50′ | (0 – 1) Rapport | 31′, 63′ Bent Christensen Arensøe | Belgrad Publik: 16 477 Domare: Joël Quiniou (Frankrike) | Belgrad Publik: 16 477 Domare: Joël Quiniou (Frankrike) |
| 20:00 UTC+2 | 20:00 UTC+2 |                  |                 |                                   | Belgrad Publik: 16 477 Domare: Joël Quiniou (Frankrike) | Belgrad Publik: 16 477 Domare: Joël Quiniou (Frankrike) |
| 20:00 UTC+2 | 20:00 UTC+2 |                  |                 |                                   | Belgrad Publik: 16 477 Domare: Joël Quiniou (Frankrike) | Belgrad Publik: 16 477 Domare: Joël Quiniou (Frankrike) |

|             | 1 maj 1991  | Nordirland       | 1 – 1           | Färöarna          | Windsor Park                                          |                                                       |
| 20:00 UTC+1 | 20:00 UTC+1 | Colin Clarke 45′ | (1 – 0) Rapport | 63′ Kári Reynheim | Belfast Publik: 7 253 Domare: Michel Piraux (Belgien) | Belfast Publik: 7 253 Domare: Michel Piraux (Belgien) |
| 20:00 UTC+1 | 20:00 UTC+1 |                  |                 |                   | Belfast Publik: 7 253 Domare: Michel Piraux (Belgien) | Belfast Publik: 7 253 Domare: Michel Piraux (Belgien) |
| 20:00 UTC+1 | 20:00 UTC+1 |                  |                 |                   | Belfast Publik: 7 253 Domare: Michel Piraux (Belgien) | Belfast Publik: 7 253 Domare: Michel Piraux (Belgien) |

|             | 16 maj 1991 | Jugoslavien | 7 – 0   | Färöarna | Stadion Crvena Zvezda                                      |                                                            |
| 20:00 UTC+2 | 20:00 UTC+2 | Ilija Najdoski 21′ Robert Prosinečki 24′ Darko Pančev 51′, 72′ Zoran Vulić 65′ Zvonimir Boban 68′ Davor Šuker 85′ | Rapport |          | Belgrad Publik: 6 745 Domare: Vassilios Nikakis (Grekland) | Belgrad Publik: 6 745 Domare: Vassilios Nikakis (Grekland) |
| 20:00 UTC+2 | 20:00 UTC+2 | |         |          | Belgrad Publik: 6 745 Domare: Vassilios Nikakis (Grekland) | Belgrad Publik: 6 745 Domare: Vassilios Nikakis (Grekland) |
| 20:00 UTC+2 | 20:00 UTC+2 | |         |          | Belgrad Publik: 6 745 Domare: Vassilios Nikakis (Grekland) | Belgrad Publik: 6 745 Domare: Vassilios Nikakis (Grekland) |

|             | 22 maj 1991 | Österrike                                                    | 3 – 0           | Färöarna | Lehener Stadion                                        |                                                        |
| 19:00 UTC+2 | 19:00 UTC+2 | Heimo Pfeifenberger 13′ Michael Streiter 48′ Arnold Wetl 69′ | (1 – 0) Rapport |          | Salzburg Publik: 11 757 Domare: Loizos Loizou (Cypern) | Salzburg Publik: 11 757 Domare: Loizos Loizou (Cypern) |
| 19:00 UTC+2 | 19:00 UTC+2 |                                                              |                 |          | Salzburg Publik: 11 757 Domare: Loizos Loizou (Cypern) | Salzburg Publik: 11 757 Domare: Loizos Loizou (Cypern) |
| 19:00 UTC+2 | 19:00 UTC+2 |                                                              |                 |          | Salzburg Publik: 11 757 Domare: Loizos Loizou (Cypern) | Salzburg Publik: 11 757 Domare: Loizos Loizou (Cypern) |

|             | 5 juni 1991 | Danmark                          | 2 – 1           | Österrike         | Odense Stadion                                           |                                                          |
| 16:00 UTC+2 | 16:00 UTC+2 | Bent Christensen Arensøe 2′, 33′ | (2 – 0) Rapport | 83′ Andreas Ogris | Odense Publik: 12 521 Domare: Michał Listkiewicz (Polen) | Odense Publik: 12 521 Domare: Michał Listkiewicz (Polen) |
| 16:00 UTC+2 | 16:00 UTC+2 |                                  |                 |                   | Odense Publik: 12 521 Domare: Michał Listkiewicz (Polen) | Odense Publik: 12 521 Domare: Michał Listkiewicz (Polen) |
| 16:00 UTC+2 | 16:00 UTC+2 |                                  |                 |                   | Odense Publik: 12 521 Domare: Michał Listkiewicz (Polen) | Odense Publik: 12 521 Domare: Michał Listkiewicz (Polen) |

|             | 11 september 1991 | Färöarna | 0 – 5           | Nordirland                                                          | Landskrona IP                                                      |                                                                    |
| 19:00 UTC+2 | 19:00 UTC+2       |          | (0 – 3) Rapport | 8′ Kevin Wilson 12′, 51′, 68′ (str.) Colin Clarke 14′ Alan McDonald | Landskrona (Sverige) Publik: 1 623 Domare: Simo Ruokonen (Finland) | Landskrona (Sverige) Publik: 1 623 Domare: Simo Ruokonen (Finland) |
| 19:00 UTC+2 | 19:00 UTC+2       |          |                 |                                                                     | Landskrona (Sverige) Publik: 1 623 Domare: Simo Ruokonen (Finland) | Landskrona (Sverige) Publik: 1 623 Domare: Simo Ruokonen (Finland) |
| 19:00 UTC+2 | 19:00 UTC+2       |          |                 |                                                                     | Landskrona (Sverige) Publik: 1 623 Domare: Simo Ruokonen (Finland) | Landskrona (Sverige) Publik: 1 623 Domare: Simo Ruokonen (Finland) |

|             | 25 september 1991 | Färöarna | 0 – 4           | Danmark                                                                               | Landskrona IP                                                        |                                                                      |
| 19:30 UTC+2 | 19:30 UTC+2       |          | (0 – 2) Rapport | 2′ (str.) Kim Christofte 6′ Bent Christensen Arensøe 70′ Frank Pingel 75′ Kim Vilfort | Landskrona (Sverige) Publik: 2 589 Domare: Jim McCluskey (Skottland) | Landskrona (Sverige) Publik: 2 589 Domare: Jim McCluskey (Skottland) |
| 19:30 UTC+2 | 19:30 UTC+2       |          |                 |                                                                                       | Landskrona (Sverige) Publik: 2 589 Domare: Jim McCluskey (Skottland) | Landskrona (Sverige) Publik: 2 589 Domare: Jim McCluskey (Skottland) |
| 19:30 UTC+2 | 19:30 UTC+2       |          |                 |                                                                                       | Landskrona (Sverige) Publik: 2 589 Domare: Jim McCluskey (Skottland) | Landskrona (Sverige) Publik: 2 589 Domare: Jim McCluskey (Skottland) |

|             | 9 oktober 1930 | Österrike | 0 – 3           | Danmark                                                                  | Praterstadion                                                |                                                              |
| 19:30 UTC+2 | 19:30 UTC+2    |           | (0 – 3) Rapport | 9′ (sjm.) Peter Artner 15′ Flemming Povlsen 37′ Bent Christensen Arensøe | Wien Publik: 7 453 Domare: Frans van den Wijngaert (Belgien) | Wien Publik: 7 453 Domare: Frans van den Wijngaert (Belgien) |
| 19:30 UTC+2 | 19:30 UTC+2    |           |                 |                                                                          | Wien Publik: 7 453 Domare: Frans van den Wijngaert (Belgien) | Wien Publik: 7 453 Domare: Frans van den Wijngaert (Belgien) |
| 19:30 UTC+2 | 19:30 UTC+2    |           |                 |                                                                          | Wien Publik: 7 453 Domare: Frans van den Wijngaert (Belgien) | Wien Publik: 7 453 Domare: Frans van den Wijngaert (Belgien) |

|             | 16 oktober 1991 | Färöarna | 0 – 2           | Jugoslavien                              | Landskrona IP                                                           |                                                                         |
| 19:00 UTC+1 | 19:00 UTC+1     |          | (0 – 1) Rapport | 13′ Vladimir Jugović 80′ Dejan Savićević | Landskrona (Sverige) Publik: 2 485 Domare: Günther Habermann (Tyskland) | Landskrona (Sverige) Publik: 2 485 Domare: Günther Habermann (Tyskland) |
| 19:00 UTC+1 | 19:00 UTC+1     |          |                 |                                          | Landskrona (Sverige) Publik: 2 485 Domare: Günther Habermann (Tyskland) | Landskrona (Sverige) Publik: 2 485 Domare: Günther Habermann (Tyskland) |
| 19:00 UTC+1 | 19:00 UTC+1     |          |                 |                                          | Landskrona (Sverige) Publik: 2 485 Domare: Günther Habermann (Tyskland) | Landskrona (Sverige) Publik: 2 485 Domare: Günther Habermann (Tyskland) |

|             | 16 oktober 1991 | Nordirland                        | 2 – 1           | Österrike      | Windsor Park                                         |                                                      |
| 19:30 UTC+0 | 19:30 UTC+0     | Iain Dowie 18′ Kingsley Black 42′ | (2 – 1) Rapport | 44′ Leo Lainer | Belfast Publik: 6 854 Domare: Leif Sundell (Sverige) | Belfast Publik: 6 854 Domare: Leif Sundell (Sverige) |
| 19:30 UTC+0 | 19:30 UTC+0     |                                   |                 |                | Belfast Publik: 6 854 Domare: Leif Sundell (Sverige) | Belfast Publik: 6 854 Domare: Leif Sundell (Sverige) |
| 19:30 UTC+0 | 19:30 UTC+0     |                                   |                 |                | Belfast Publik: 6 854 Domare: Leif Sundell (Sverige) | Belfast Publik: 6 854 Domare: Leif Sundell (Sverige) |

|             | 13 november 1991 | Danmark                   | 2 – 1           | Nordirland        | Idrætsparken                                                   |                                                                |
| 19:30 UTC+1 | 19:30 UTC+1      | Flemming Povlsen 22′, 36′ | (2 – 0) Rapport | 71′ Gerry Taggart | Köpenhamn Publik: 10 881 Domare: Alexey Spirin (Sovjetunionen) | Köpenhamn Publik: 10 881 Domare: Alexey Spirin (Sovjetunionen) |
| 19:30 UTC+1 | 19:30 UTC+1      |                           |                 |                   | Köpenhamn Publik: 10 881 Domare: Alexey Spirin (Sovjetunionen) | Köpenhamn Publik: 10 881 Domare: Alexey Spirin (Sovjetunionen) |
| 19:30 UTC+1 | 19:30 UTC+1      |                           |                 |                   | Köpenhamn Publik: 10 881 Domare: Alexey Spirin (Sovjetunionen) | Köpenhamn Publik: 10 881 Domare: Alexey Spirin (Sovjetunionen) |

|             | 13 november 1991 | Österrike | 0 – 2           | Jugoslavien                          | Praterstadion                                      |                                                    |
| 19:30 UTC+1 | 19:30 UTC+1      |           | (0 – 2) Rapport | 18′ Vladan Lukić 38′ Dejan Savićević | Wien Publik: 6 212 Domare: Pietro D'Elia (Italien) | Wien Publik: 6 212 Domare: Pietro D'Elia (Italien) |
| 19:30 UTC+1 | 19:30 UTC+1      |           |                 |                                      | Wien Publik: 6 212 Domare: Pietro D'Elia (Italien) | Wien Publik: 6 212 Domare: Pietro D'Elia (Italien) |
| 19:30 UTC+1 | 19:30 UTC+1      |           |                 |                                      | Wien Publik: 6 212 Domare: Pietro D'Elia (Italien) | Wien Publik: 6 212 Domare: Pietro D'Elia (Italien) |